# Bassinvaders
A Bassinvaders a Helloween német power metal-együttes basszusgitárosának, Markus Grosskopfnak basszusgitár-orientált mellékprojektje. A zenekar csak a basszusgitárra fókuszál, más gitárokat nem használ. Az eredeti felállásban egyedül Grosskopf szerepelt, de első és eddig egyetlen nagylemezében több vendégénekes, gitáros és basszusgitáros is közreműködött.
Grosskopfnak egy basszusgitár-témájú zenekar ötlete akkor vetődött fel, amikor egy bárban iszogatott. 2007 elején bemutatta a projektet a Frontier Records-nak, ahol le voltak nyűgözve. A lemezhez olyan zenészeket fogadott, mint Tom Angelripper a Sodomból, Peavy Wagner a Rage-ből illetve Marcel Schirmer a Destructionből. Grosskopf a "basszusgitár hőseit" is meghívta, akik között olyan nevek szerepeltek, mint Billy Sheehan, Rudy Sarzo és Lee Rocker.
Egyetlen nagylemezük 2008. január 25-én jelent meg, a Frontier Records gondozásában.
Szövegeik témái: fantázia, élet.

## Tagok
- Markus Grosskopf (basszusgitár, 2007-)

Volt tagok
- Marcel Schimmer - ének, basszusgitár (2007)
- Tom Angelripper - ének, basszusgitár (2007)
- Peter "Peavy" Wagner - ének, basszusgitár (2007)

## Diszkográfia
- Hellbassbeaters (stúdióalbum, 2008)